# Liga Premier de Armenia 2022-23
La Liga Premier de Armenia 2022-23 fue la edición número 31 de la Liga Premier de Armenia. La temporada comenzó el 29 de julio de 2022 y terminó el 6 de junio de 2023.

## Ascensos y descensos
| Pos. | Descendidos de la Liga Premier de Armenia 2021-22 |
| ---- | ------------------------------------------------- |
| 7.º  | Noravank                                          |
| 10.º | Sevan                                             |

| Pos. | Ascendidos de la Primera Liga de Armenia 2021-22 |
| ---- | ------------------------------------------------ |
| 1.º  | Lernayin Artsakh                                 |
| 2.º  | Shirak                                           |

## Sistema de competición
Los diez equipos participantes jugaron entre sí todos contra todos cuatro veces totalizando 36 partidos cada uno, al término de la jornada 36, el primer clasificado se coronó campeón y se clasificó a la primera ronda de la Liga de Campeones 2023-24, mientras que el segundo y el tercer clasificado obtuvieron un cupo para la primera ronda de la Liga Europa Conferencia de la UEFA 2023-24. El último clasificado descendió a la Primera Liga de Armenia 2023-24.
Un tercer cupo para la primera ronda de la Liga Europa Conferencia de la UEFA 2023-24 se asignó al campeón de la Copa de Armenia.

## Equipos participantes
El equipo ascendido, Lernayin Artsakh, tuvo su localía en la zona transcaucásica de Nagorno Karabaj.
| Equipo           | Ciudad       | Estadio                      | Capacidad |
| ---------------- | ------------ | ---------------------------- | --------- |
| Alashkert        | Ereván       | Nairi                        | 6850      |
| Ararat           | Ereván       | Republicano Vazgen Sargsyan  | 14 986    |
| Ararat-Armenia   | Ereván       | Academia de Futbol de Ereván | 1428      |
| BKMA             | Ereván       | Academia de Futbol de Ereván | 1428      |
| Noah             | Ereván       | Nairi                        | 6850      |
| Shirak           | Gyumri       | Gyumri City                  | 4000      |
| Pyunik           | Ereván       | Republicano Vazgen Sargsyan  | 14 986    |
| Lernayin Artsakh | Stepanakert  | Republicano Stepanakert      | 12 000    |
| Urartu           | Ereván       | Banants Stadium              | 4860      |
| Van              | Charentsavan | Charentsavan City            | 5000      |

## Desarrollo

### Tabla de posiciones
| Pos. | Equipo               | Pts. | PJ | G  | E  | P  | GF | GC | Dif. | Clasificación 2023-24                    |
| ---- | -------------------- | ---- | -- | -- | -- | -- | -- | -- | ---- | ---------------------------------------- |
| 1    | Urartu (C)           | 83   | 36 | 26 | 5  | 5  | 68 | 25 | +43  | Primera ronda de Liga de Campeones       |
| 2    | Pyunik               | 80   | 36 | 25 | 5  | 6  | 72 | 23 | +49  | Primera ronda de Liga Europa Conferencia |
| 3    | Ararat-Armenia       | 76   | 36 | 23 | 7  | 6  | 70 | 27 | +43  | Primera ronda de Liga Europa Conferencia |
| 4    | Alashkert            | 66   | 36 | 20 | 6  | 10 | 58 | 37 | +21  | Primera ronda de Liga Europa Conferencia |
| 5    | Van                  | 40   | 36 | 11 | 7  | 18 | 38 | 59 | −21  |                                          |
| 6    | Ararat               | 38   | 36 | 10 | 8  | 18 | 29 | 42 | −13  |                                          |
| 7    | Shirak               | 36   | 36 | 10 | 6  | 20 | 25 | 55 | −30  |                                          |
| 8    | Noah                 | 32   | 36 | 8  | 8  | 20 | 33 | 66 | −33  |                                          |
| 9    | BKMA (X)             | 32   | 36 | 7  | 11 | 18 | 36 | 53 | −17  | Play-off por la permanencia              |
| 10   | Lernayin Artsakh (D) | 22   | 36 | 5  | 7  | 24 | 16 | 58 | −42  | Descenso a la Primera Liga de Armenia    |

 Fuente: Soccerway
Criterios de clasificación: Puntos · Enfrentamientos directos · Partidos ganados · Diferencia de goles · Goles a favor · Puntos fair-play · Play-off.
Notas:
1. ↑  Dado que el campeón de la Copa de Armenia 2022-23, Urartu, clasificó a la Liga de Campeones por ser campeón de liga, el cupo de copa en la Liga Europa Conferencia fue cedido al cuarto lugar de este torneo.
2. 1 2  Puntos en partidos directos: Noah 5, BKMA 5. Partidos ganados: Noah 8, BKMA 7.

### Resultados
| Local \ Visitante | ALA | ARA | FCA | BKM | NOA | SHI | PYU | URA | VAN | LER |
| ----------------- | --- | --- | --- | --- | --- | --- | --- | --- | --- | --- |
| Alashkert         | —   | 2–0 | 1–1 | 1–0 | 5–0 | 3–0 | 1–2 | 0–0 | 0–0 | 2–1 |
| Ararat            | 0–1 | —   | 0–2 | 0–0 | 2–1 | 0–1 | 1–0 | 0–2 | 1–0 | 0–0 |
| Ararat-Armenia    | 4–1 | 2–1 | —   | 1–0 | 3–0 | 3–0 | 0–0 | 0–1 | 4–0 | 1–0 |
| BKMA              | 2–4 | 2–1 | 2–2 | —   | 2–2 | 0–1 | 1–1 | 1–4 | 0–3 | 0–1 |
| Noah              | 3–4 | 0–0 | 1–2 | 0–0 | —   | 1–3 | 0–1 | 0–6 | 2–2 | 0–1 |
| Shirak            | 0–2 | 0–0 | 0–5 | 1–0 | 2–0 | —   | 0–1 | 0–2 | 1–1 | 1–2 |
| Pyunik            | 5–1 | 0–1 | 2–1 | 3–1 | 3–0 | 1–0 | —   | 0–3 | 0–1 | 1–0 |
| Urartu            | 1–1 | 2–1 | 1–0 | 1–0 | 3–1 | 1–0 | 2–1 | —   | 0–1 | 2–3 |
| Van               | 1–0 | 0–2 | 0–4 | 2–2 | 2–2 | 2–1 | 0–3 | 0–1 | —   | 1–1 |
| Lernayin Artsakh  | 0–1 | 2–1 | 0–1 | 1–1 | 0–0 | 0–0 | 1–1 | 1–2 | 0–1 | —   |

| Local \ Visitante | ALA | ARA | FCA | BKM | NOA | SHI | PYU | URA | VAN | LER |
| ----------------- | --- | --- | --- | --- | --- | --- | --- | --- | --- | --- |
| Alashkert         | —   | 0–1 | 0–0 | 1–2 | 3–0 | 3–0 | 1–2 | 3–2 | 3–1 | 1–0 |
| Ararat            | 2–4 | —   | 1–3 | 1–1 | 1–0 | 1–2 | 0–2 | 0–0 | 1–3 | 2–0 |
| Ararat-Armenia    | 0–1 | 2–1 | —   | 2–1 | 3–0 | 1–0 | 1–1 | 2–2 | 4–1 | 0–0 |
| BKMA              | 1–1 | 0–1 | 2–5 | —   | 0–1 | 0–1 | 1–1 | 0–2 | 5–1 | 2–1 |
| Noah              | 3–2 | 2–1 | 2–1 | 1–2 | —   | 3–3 | 1–3 | 0–2 | 1–0 | 2–0 |
| Shirak            | 0–1 | 0–0 | 0–2 | 1–1 | 0–2 | —   | 0–4 | 2–3 | 1–0 | 1–0 |
| Pyunik            | 1–0 | 2–0 | 4–1 | 3–0 | 2–0 | 4–1 | —   | 0–1 | 4–0 | 2–0 |
| Urartu            | 1–0 | 1–1 | 0–3 | 1–0 | 1–0 | 3–1 | 1–3 | —   | 2–0 | 3–0 |
| Van               | 0–1 | 3–1 | 1–2 | 0–1 | 1–1 | 3–0 | 1–3 | 0–5 | —   | 4–0 |
| Lernayin Artsakh  | 1–3 | 0–3 | 0–2 | 0–3 | 0–2 | 0–1 | 0–6 | 0–4 | 0–2 | —   |

## Play-off por la permanencia
| Ida; junio de 2023 | Gandzasar | vs. | BKMA |  |  |

| Vuelta; junio de 2023 | BKMA | vs. | Gandzasar |  |  |